# Les Angles, Pyrénées-Orientales
Les Angles (katalanska: Els Angles) är en kommun i departementet Pyrénées-Orientales i regionen Occitanien i södra Frankrike. Kommunen ligger i kantonen Mont-Louis som tillhör arrondissementet Prades. År 2022 hade Les Angles 584 invånare.

## Befolkningsutveckling
Antalet invånare i kommunen Les Angles
| Referens: INSEE |